# Bénin aux Jeux paralympiques d'été de 2024
Le Bénin participe aux Jeux paralympiques d'été de 2024 à Paris, en France du 28 août au 8 septembre 2024. Il s'agit de sa 7e participation à des Jeux paralympiques d'été.
La délégation béninoise est composée de deux athlètes engagés sur une discipline. Elle est représentée par l'athlète Marina Houndalowan, porte-drapeau lors de la cérémonie d'ouverture.

## Sports

### Athlétisme

#### Hommes
| Athlètes        | Épreuve   | Série   | Série | Demi-finales | Demi-finales | Finale  | Finale  |
| Athlètes        | Épreuve   | Temps   | Rang  | Temps        | Rang         | Temps   | Rang    |
| --------------- | --------- | ------- | ----- | ------------ | ------------ | ------- | ------- |
| Fayssal Atchiba | 100 m T47 | 11 s 24 | 12e   | Non disputé  | Non disputé  | Éliminé | Éliminé |

#### Femmes
| Athlètes           | Épreuve             | Série       | Série | Finale      | Finale |
| Athlètes           | Épreuve             | Performance | Rang  | Performance | Rang   |
| ------------------ | ------------------- | ----------- | ----- | ----------- | ------ |
| Marina Houndalowan | Lancer de poids F57 | 6,11 m      | 4e    | 5,59 m      | 12e    |